# Никотиновая кислота
Никоти́новая кислота́, ниацин, витамин PP — витамин, участвующий во многих окислительно-восстановительных реакциях, образовании ферментов и обмене липидов и углеводов в живых клетках; одна из форм витамина B3. Это лекарственное средство применяется для лечения пеллагры.
Никотиновую кислоту открыл Хуго Вайдель в 1873 году.
В 1937 году учёные обнаружили, что никотиновая кислота предотвращает и лечит пеллагру, назвали её витамином PP. Авитаминоз PP приводит к пеллагре, гиповитаминоз — к некоторым нарушениям.
Никотиновая кислота включена в список пищевых добавок под индексом E375, в России она запрещена к использованию в качестве пищевой добавки с 2008 года.
В США с 1942 года для никотиновой кислоты стали использовать торговое название «ниацин», чтобы она перестала ассоциироваться с никотином и чтобы развеять распространённые заблуждения о том, что табакокурение или жевание табака может восполнить потребности организма в витаминах.
Регулярный (избыточный) приём никотиновой кислоты кратно увеличивает риск инсульта и инфаркта.

## Названия
Название «витамин PP» происходит от англ. Pellagra-Preventive — «предотвращающий пеллагру».
Хотя из ниацина (никотиновой кислоты) невозможно напрямую получить никотинамид (витамин B5), это вещество было названо формой витамина B3, поскольку и никотинамид, и ниацин оба являются источниками для биосинтеза в организме коферментов никотинамид аденин динуклеотида (НАД, NAD) и никотинамид аденин динуклеотид фосфата (НАДФ, NADP).

## История изучения
Никотиновая кислота впервые была получена исследователем Хубером в 1867 году при окислении никотина хромовой кислотой.
Никотиновую кислоту первым описал химик Хуго Вайдель в 1873 году. Он получил её, исследуя никотин.
В 1920-х годах американский врач Джозеф Голдбергер (англ. Joseph Goldberger) предположил существование витамина PP, способствующего профилактике и лечению пеллагры.
Биохимик Конрад Эльвейем в 1937 году выделил никотиновую кислоту из печени и определил её как противопеллагрический агент («pellagra-preventing factor», «anti-blacktongue factor»).

## Физические свойства
Никотиновая кислота — белый кристаллический порошок без запаха, имеет слабокислый вкус, трудно растворим в холодной воде (1:70), в горячей растворяется лучше (1:15), мало растворим в этаноле, очень мало — в эфире.

## Синтез и химические свойства
В лабораторных условиях никотиновую кислоту получают окислением никотина разными способами:
- сильными окислителями: азотной кислотой, перманганатом калия и другими;
- электролитическим окислением;
- окислением кислородом воздуха в присутствии катализаторов;

Никотиновую кислоту можно получить окислением β-замещённых пиридинов: 3-метилпиридина (3-пиколина), анабазина, из хинолина.
В промышленности никотиновую кислоту синтезируют из 5-этил-2-метилпиридина или 3-метилпиридина.

### Реакции синтеза
Аналогично никотиновая кислота синтезируется декарбоксилированием пиридин-2,5-дикарбоновой кислоты, получаемой окислением 2-метил-5-этилпиридина. Сама никотиновая кислота декарбоксилируется при температурах выше 260 °С.
Никотиновая кислота образует соли с кислотами и основаниями, никотинаты серебра и меди (II) нерастворимы в воде, на осаждении никотината меди из раствора основан гравиметрический метод определения никотиновой кислоты.
Никотиновая кислота легко алкилируется по пиридиновому атому азота, при этом образуются внутренние четверичные соли — бетаины, некоторые из которых встречаются в растениях. Так, тригонеллин — бетаин N-метилникотиновой кислоты — содержится в семенах пажитника, гороха, кофе и ряда других растений.
Реакции никотиновой кислоты по карбоксильной группе типичны для карбоновых кислот: она образует галогенангидриды, сложные эфиры, амиды и так далее. Амид никотиновой кислоты входит в состав кофактора кодегидрогеназ, ряд амидов никотиновой кислоты нашёл применение в качестве лекарственных средств (никетамид, никодин).
|             |             |           |
| Тригонеллин | Никотинамид | Никетамид |

## Фармакологические свойства

### Фармакодинамика
Никотиновая кислота (витамин PP) — специфическое противопеллагрическое средство.
Дополнительно к предотвращению и лечению пеллагры никотиновая кислота обладает гиполипидемической активностью, улучшает углеводный обмен и расширяет сосуды, в том числе в головном мозге.
В организме никотиновая кислота превращается в никотинамид, который входит в состав коферментов дегидрогеназ — (НАД и НАДФ), переносящих водород, участвует в метаболизме жиров, белков, аминокислот, пуринов, тканевом дыхании, углеводов — гликолизе и гликогенолизе, процессах биосинтеза.

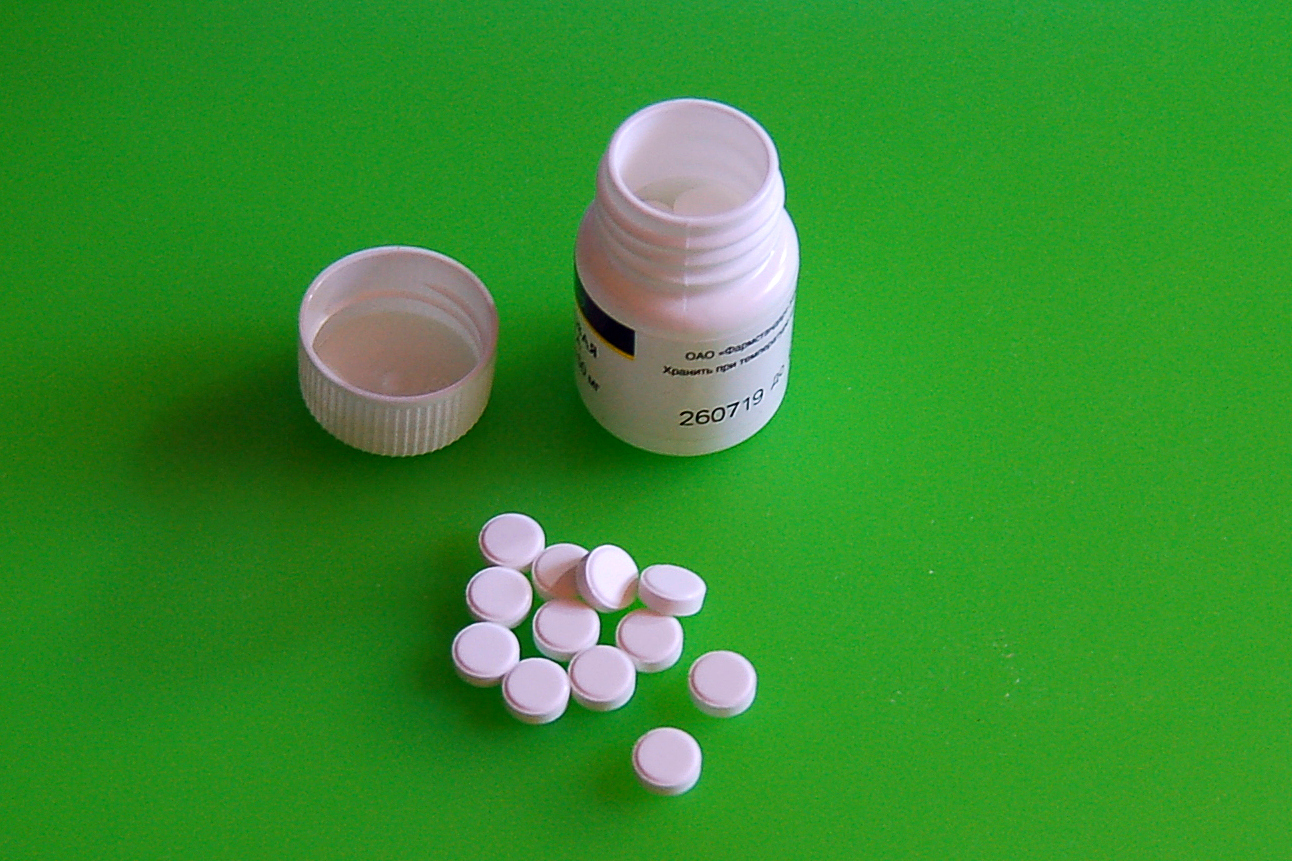
Никотиновая кислота

Гиполипидемическая активность никотиновой кислоты проявляется в том, что в больших дозах она снижает концентрацию бетапротеинов и триглицеридов, уменьшает соотношение холестерина к фосфолипидам в липопротеинах низкой плотности.
Никотиновая кислота расширяет мелкие кровеносные сосуды, в том числе в головном мозге, улучшает микроциркуляцию, оказывает слабое антикоагулянтное действие, повышая фибринолитическую активность крови. Обладает дезинтоксикационными свойствами.

### Фармакокинетика
Принятая перорально, никотиновая кислота всасывается в желудке и в верхних отделах двенадцатиперстной кишки, метаболизируется в печени.
Максимальная концентрация никотиновой кислоты достигается через 45 минут после перорального приёма.
Никотиновая кислота выводится из организма с мочой, период полувыведения составляет 45 минут, при обычных терапевтических дозах выводятся метаболиты, при высоких дозах большая часть выходит в неизменном виде.

## Применение
Никотиновая кислота применяется для лечения пеллагры у взрослых и детей возрастом с трёх лет.
Помимо лечения пеллагры, никотиновая кислота применяется в составе комплексной терапии при заболеваниях сосудов, печени, мочевыводящих путей, осложнениях сахарного диабета и других заболеваниях.

## Эффективность и безопасность
Ниацин, принимаемый в высоких дозах одновременно со статинами, снижает уровень триглицеридов, но не снижает риск обострений сердечно-сосудистых заболеваний (инфарктов и инсультов) и не снижает риск смерти. При этом он имеет токсические побочные эффекты.
В 2010 году журнал «World Journal of Gastroenterology» опубликовал статью, в которой группа авторов обнаружила, что потребление ниацина может тормозить процесс сжигания жира. Исследователи предположили, что это может быть также связано с бифазическими колебаниями уровня глюкозы и инсулина в крови, что приводит к усилению аппетита и провоцирует набор жировой массы тела.
Регулярный приём избыточных доз никотиновой кислоты кратно увеличивает риск сердечно-сосудистых заболеваний, может приводить к инсульту или инфаркту. Причиной повышения этого риска является лиганд 4PY — конечный продукт метаболизма ниацина.

## Побочные действия
При длительном приёме больших доз никотиновой кислоты могут возникнуть: жировая дистрофия печени, гиперурикемия, снижение толерантности к глюкозе, повышение активности печеночных ферментов.
Побочным действием никотиновой кислоты является стимуляция роста волос. При нанесении её раствора на кожу головы, никотиновая кислота способна усилить циркуляцию крови в коже, что способствует естественному росту волос. Поэтому некоторые косметологи используют ее в режиме off-label для лечения алопеции.

## Никотинамид
Производное никотиновой кислоты никотинамид, в отличие от самой никотиновой кислоты, не оказывает выраженного сосудорасширяющего действия, и при его применении не наблюдается покраснения кожных покровов и ощущения прилива крови к голове.

## Суточные нормы потребления никотиновой кислоты
|                    | Возраст         | Суточная норма потребления никотиновой кислоты, мг/день |
| ------------------ | --------------- | ------------------------------------------------------- |
| Младенцы           | до 6 месяцев    | 2                                                       |
| Младенцы           | 7 — 12 месяцев  | 6                                                       |
| Дети               | 1 — 3 года      | 8                                                       |
| Дети               | 4 — 8 лет       | 10                                                      |
| Дети               | 9 — 13 лет      | 12                                                      |
| Мужчины            | 14 лет и старше | 20                                                      |
| Женщины            | 14 лет и старше | 20                                                      |
| Беременные женщины | Любой возраст   | 25                                                      |
| Кормящие женщины   | Любой возраст   | 25                                                      |

## Биосинтез

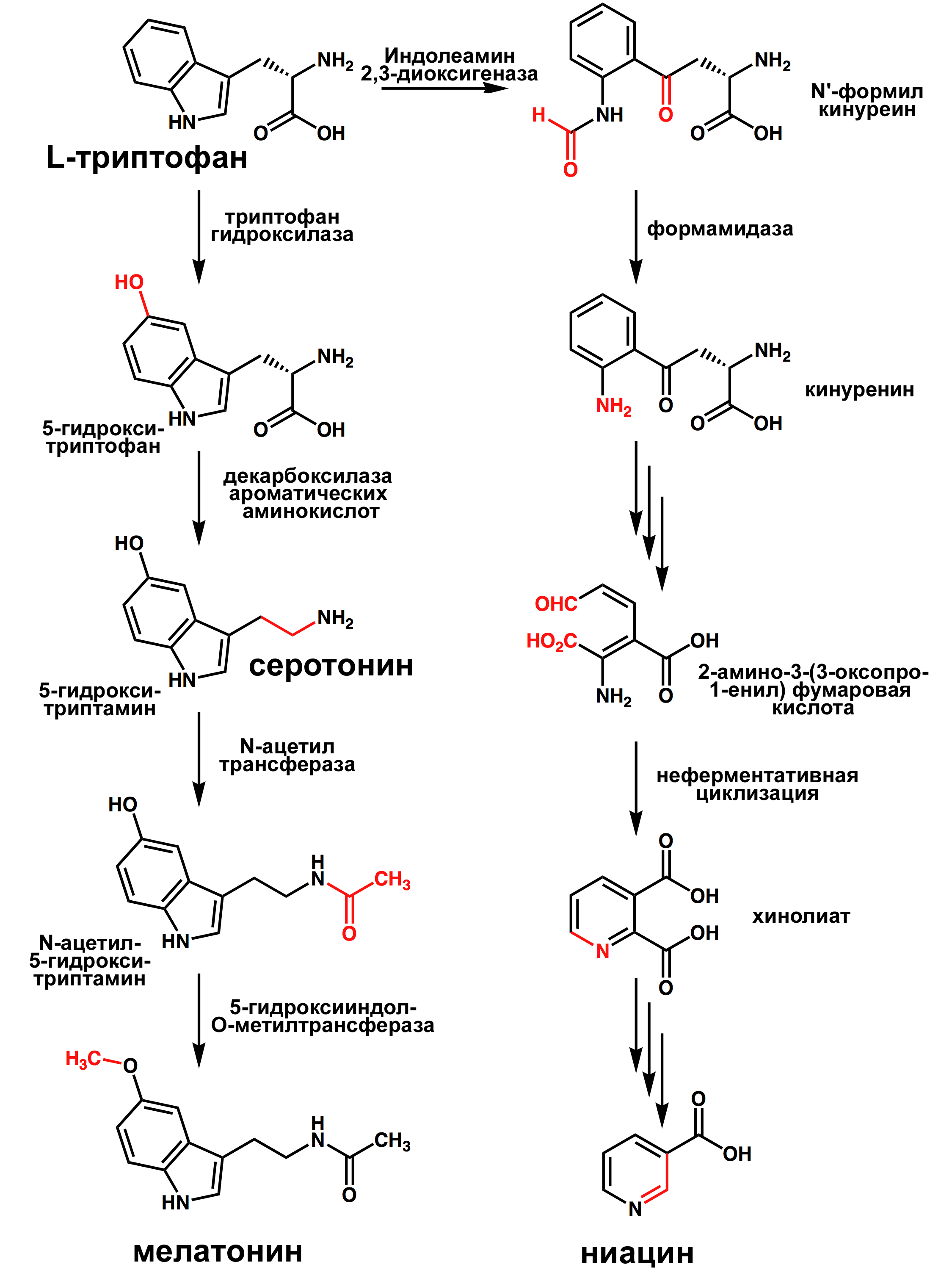
Синтез ниацина (справа) и мелатонина (слева) из триптофана

В печени возможен биосинтез ниацина из незаменимой для человека аминокислоты триптофана, для синтеза одного миллиграмма ниацина требуется около 60 мг триптофана (это его ниациновый эквивалент).

## Правовой статус
В России с 1 августа 2008 года E375 (никотиновая кислота) запрещена к использованию в качестве пищевой добавки (исключена из списка разрешённых добавок в редакции СанПиН от 26 мая 2008 года).

## Документы
- Реестровая запись ФС-001968 : Никотиновая кислота // Государственный реестр лекарственных средств. — Минздрав РФ, 2019. — 8 ноября.
- Регистрационное удостоверение ЛП-№(001765)-(РГ-RU)-020223 : Никотиновая кислота // Государственный реестр лекарственных средств. — Минздрав РФ, 2023. — 2 февраля.
- Инструкция по медицинскому применению лекарственного препарата Никотиновая кислота : ЛП-№(001765)-(РГ-RU) от 02.02.2023. — Министерство здравоохранения Российской Федерации, 2023. — 2 февраля. — 6 с.